# Jean-François Dufour (médecin)
Pour les articles homonymes, voir Dufour.
Jean-François Dufour (également Jean-Frédéric Dufour, Johann Friedrich Dufour) est un médecin originaire du diocèse d'Alais, dans le département du Gard, qui a étudié la médecine à Montpellier et à Paris. On le trouve médecin de la Faculté de Paris le 12 janvier 1765

## Biographie
Il est l'auteur en 1770 d'un unique ouvrage, intitulé Essai sur les opérations de l'entendement humain et sur les maladies qui les dérangent, traduit en allemand. Selon Jacques Bescond, J-F Dufour était partisan de maisons spécialisées dans le traitement de la folie, institutions très rares à l'époque.
Jean-François Dufour traite de la démence, de la mélancolie, de la manie et de l’hypocondrie en synthétisant et clarifiant le savoir médical du XVIIIe siècle, non seulement suivant son expérience personnelle des malades (construction d'un savoir clinique) mais encore en faisant la théorie de ce qu'il apporte : l'importance de l'ordonnancement et de la succession des idées en lien avec une certaine prise de l'imagination sur l'entendement, l'importance de la mémoire et de la communication des idées dans les opérations qu'elles réalisent. Évitant de trancher les questions chères aux empiristes (Hume, Locke), sur la question du caractère innées de certaines idées, Jean-François Dufour préfère s'attacher à ce qui fait bord entre les perceptum et les percipiens (le principe de sentir), introduisant l'idée de forces mécaniques pesant sur l'entendement, véritable précurseur de concept qui se retrouve dans les derniers enseignements psychanalytique (J. Lacan, Les Écrits, t.2 p.38, sur l'importance des automatismes de pensée).

## Ouvrages
- Essai sur les opérations de l'entendement humain et sur les maladies qui les dérangent, édité à Amsterdam et Paris, chez Merlin, libraire, rue de la Harpe, Paris, 1770 (cite-sciences.fr : texte intégral - sudoc.abes.fr : notice 099848023
- (Traduction allemande) Johann Friedrich Düfours Versuch über die Verrichtungen und Krankheiten des menschlichen Verstandes, Leipzig, Ernst Plattner, 1786[6].